# Mydlice

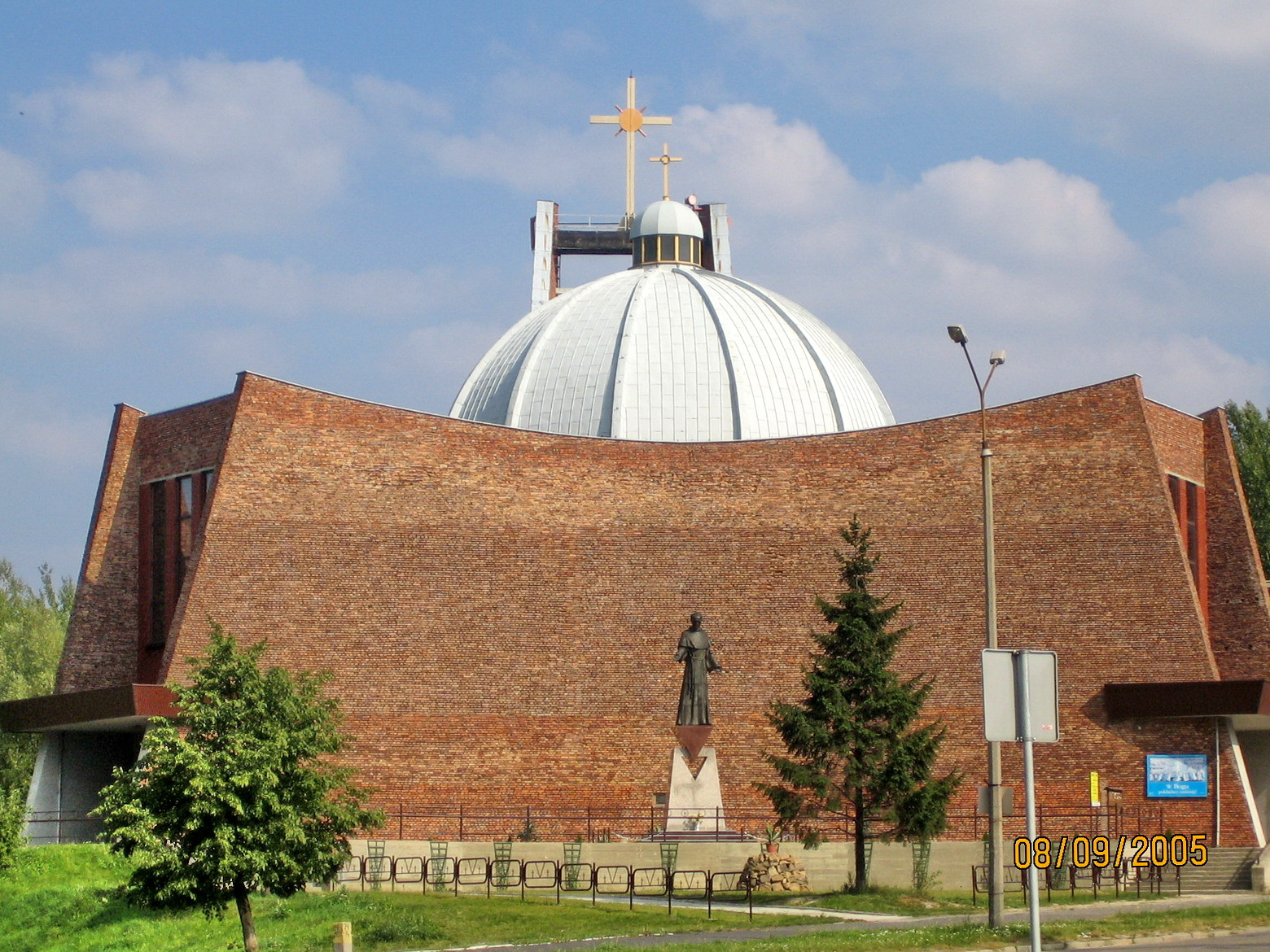
Mydlice. Kościół pod wezwaniem św. Maksymiliana M. Kolbego

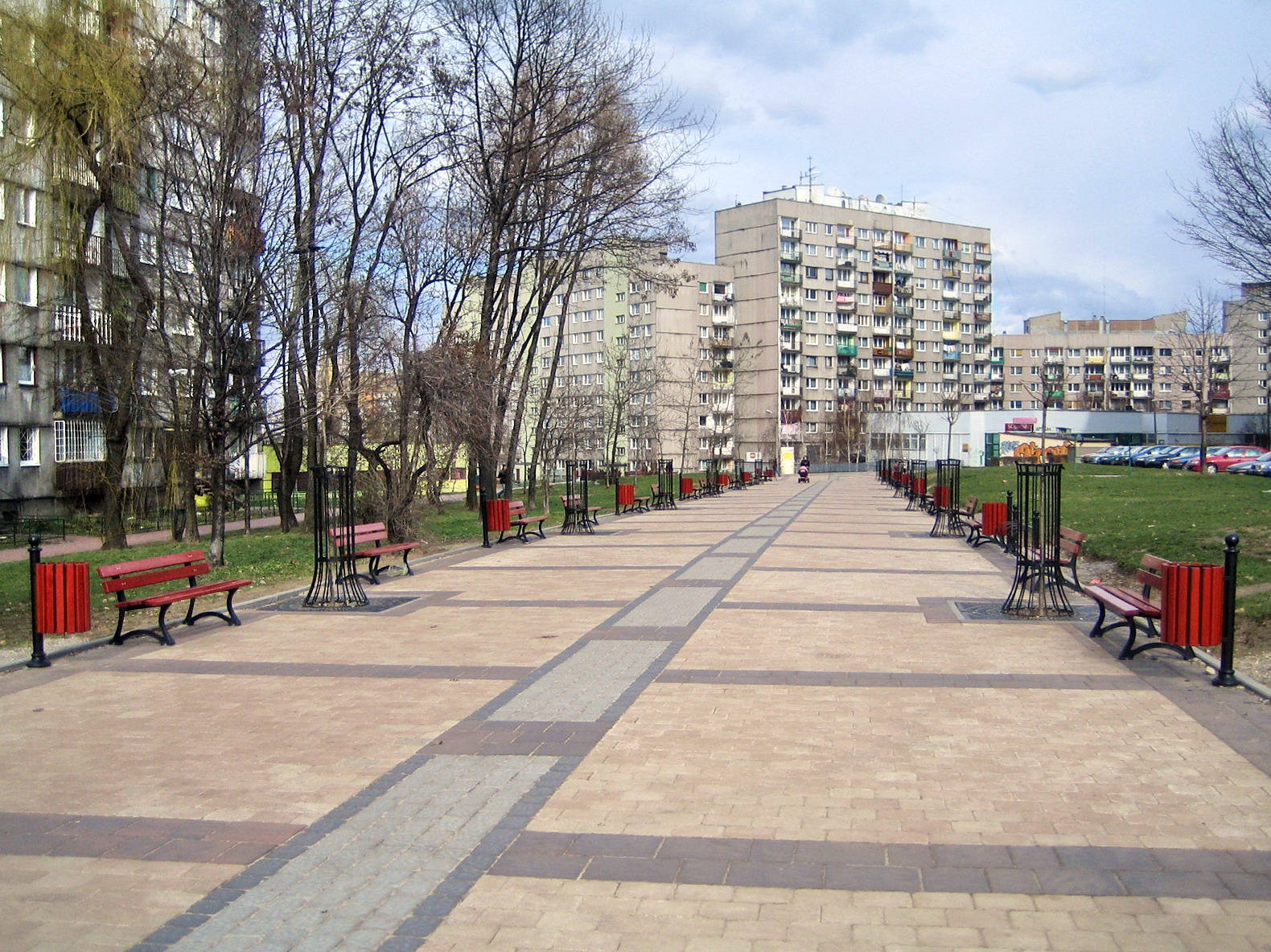
Pasaż na osiedlu Mydlice

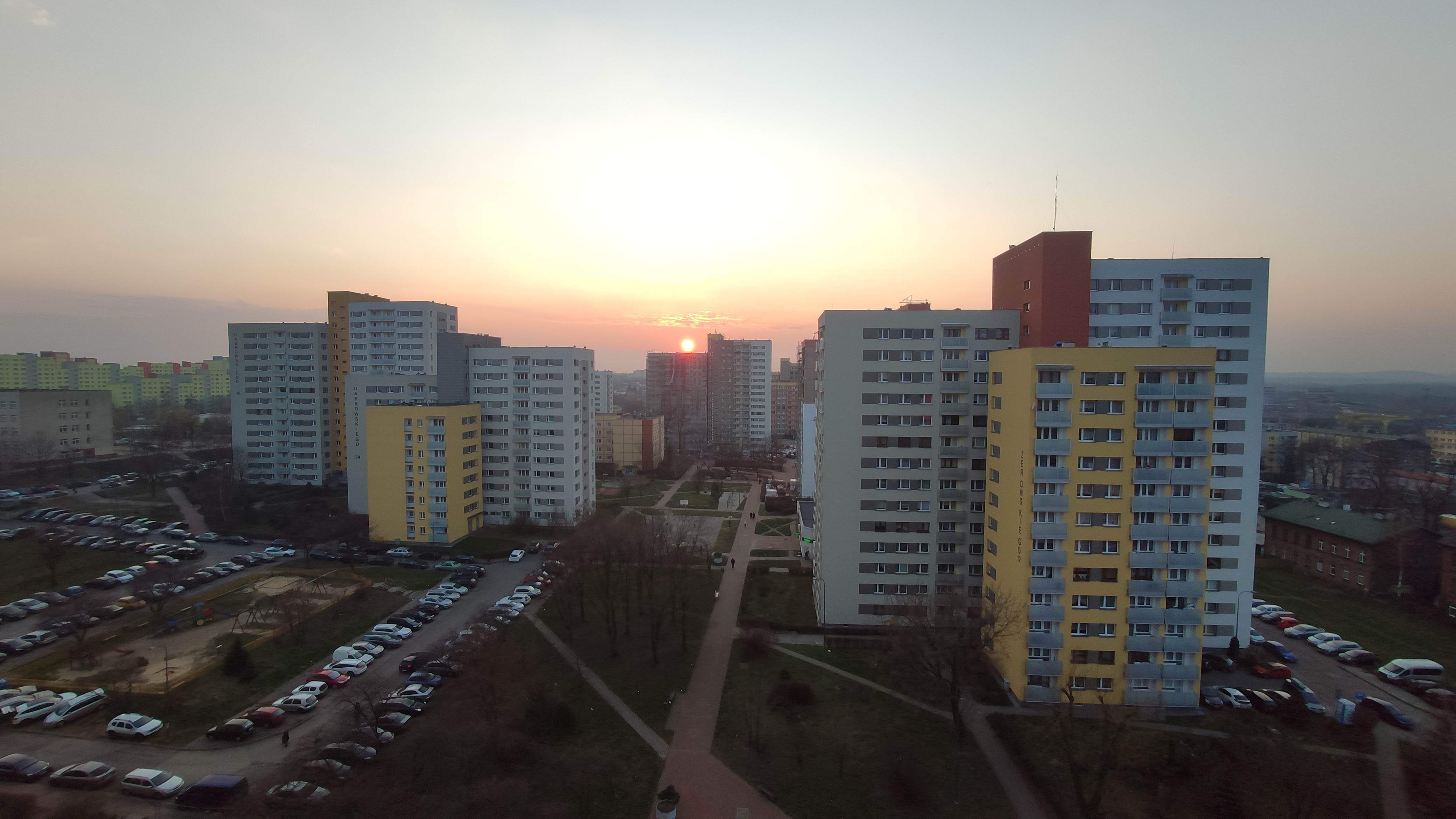
Osiedle mieszkaniowe na Mydlicach Północnych

Mydlice – dzielnica Dąbrowy Górniczej, położona pomiędzy centrum a dzielnicami Będzina – Koszelew i Warpie; 1,5 km na południowy zachód od centrum Dąbrowy Górniczej.

## Opis
Obecnie nazwa Mydlice odnosi się do dużego osiedla mieszkaniowego, wzniesionego od 1. połowy lat 80. XX w. (jedna z typowych „sypialni” miasta).
Stare Mydlice były nieco oddalone od dzisiejszego osiedla i leżały na terenie, gdzie dziś znajduje się budynek Urzędu Pracy, dwa salony samochodowe i kilka innych firm. Była to kolonia domków robotniczych przy kopalni węgla i hucie cynku „Ksawery”. Założona została w 1825 roku na terenach należących do mieszczan będzińskich przy drodze ze Strzemieszyc do Będzina. Zostały wyburzone wraz z częścią kolonii Koszelew w latach 70. XX w. 
W 1923 roku kopalnia Koszelew wraz z koloniami: Ksawera, Warpie, Huty Cynkowe i częścią kolonii Mydlice została odłączona od Dąbrowy Górniczej i wcielona do Będzina.
Przy ulicy Legionów Polskich znajduje się m.in. budynek Szpitala Miejskiego (Szpital Specjalistyczny im. dr. Szymona Starkiewicza) oraz stara kapliczka pw. św. Marka. Pierwotnie była to kapliczka drewniana, która najprawdopodobniej została spalona przez oddziały kozackie w czasie powstania styczniowego. W latach 1863–1867 wybudowano murowaną kaplicę. Dach pokryty został blachą ocynkowaną. Jego zakończenie stanowi barokowa sygnaturka z dzwonkiem. Dzwonek ten jest prawdopodobnie jedynym oryginalnym elementem wyposażenia pochodzącym z 1867 roku. 
Na południu osiedla Mydlice znajduje się osiedle domków jednorodzinnych, kościół pod wezwaniem Św. Maksymiliana Marii Kolbego oraz obelisk upamiętniający stary cmentarz żydowski.
W Mydlicach urodził się Wirgiliusz Gryń.
W dzielnicy Mydlice od 2014 roku funkcjonuje szkółka piłkarska KS Mydlice Dąbrowa Górnicza. Treningi i mecze rozgrywa na obiektach należących do Centrum Sportu i Rekreacji w Dąbrowie Górniczej oraz na boisku przy Szkole Podstawowej nr 30.

## Komunikacja miejska
Przy głównej ulicy osiedla Mydlice – Legionów Polskich znajduje się przystanek Mydlice Szpital, przy którym zatrzymują się autobusy:
- 27 – Tworzeń Huta Katowice – Będzin – Czeladź – Siemianowice Śląskie – Katowice Mickiewicza
- 84 – Osiedle Mydlice Pętla – Dąbrowa Górnicza – Tworzeń Huta Katowice
- 116 – Ząbkowice osiedle Młodych Hutników - Antoniów – Gołonóg – Dąbrowa G. – Józefów – Będzin Zagórska – Konstantynów – Sosnowiec Urząd Miasta
- 260 – Porąbka Osiedle Juliusz II – Klimontów – Zagórze – Dąbrowa G. – Będzin Kościuszki
- 604 – Osiedle Mydlice Pętla (linia okrężna przez Łęknice)
- 634 – Będzin Urząd Pracy – Dąbrowa Górnicza – Strzemieszyce – Sławków ZWM
- 635 – Osiedle Mydlice Pętla – Dąbrowa Górnicza – Gołonóg – Ząbkowice – Podwarpie Bar
- 644 – Osiedle Mydlice Pętla Dąbrowa G. – Gołonóg (linia okrężna przez Łęknice – kursuje odwrotnie do 604)
- 716 – Osiedle Mydlice Pętla – Dworzec PKP –  Korzeniec Kopalnia Piasku nż. (w okresie wakacji letnich)
- 807 – Tworzeń Huta Katowice – Będzin – Pogoń – Katowice Piotra Skargi
- 814 – Tworzeń Huta Katowice – Będzin – Piaski – Katowice Piotra Skargi
- 903 – Gołonóg Zajezdnia – Zagórze – Dąbrowa G. – Ujejsce – Łosień – Strzemieszyce aleja Za Remizą (linia nocna)
- 904 – Będzin Promyka – Dobieszowice Skrzyżowanie (linia nocna)
- 984 – Osiedle Mydlice Pętla – Strzemieszyce Zakawie

Na Mydlicach północnych znajduje się przystanek Dąbrowa Górnicza Urząd Pracy (dawniej Dąbrowa Górnicza Kopalnia Paryż), przy którym kursują autobusy:
- 28 – Będzin Kościuszki – Kolonia Cieśle Remiza
- 49 – Sławków ZWM (49)
- 140 – Dąbrowa Górnicza Urząd Pracy – Tucznawa Remiza
- 175 – Osiedle Mydlice – Pętla Podwarpie Pętla
- 637 – Dąbrowa Górnicza Urząd Pracy – Siewierz Rynek
- 803 – Będzin Kościuszki – Kuźniczka Nowa
- 806 – Będzin Kościuszki – Błędów Zagórze
- 809 – Będzin Kościuszki – Grabowa Pętla
- 928 – Będzin Kościuszki – Kazimierz Górniczy Kopalnia
- 933 – Dąbrowa Górnicza Urząd Pracy – Sławków ZWM

Tuż obok znajduje się przystanek Dąbrowa Górnicza Urząd Pracy (dawniej Dąbrowa Górnicza Kopalnia Paryż), na którym kursują tramwaje:
- 21 – Tworzeń Huta Katowice – Będzin – Sosnowiec – Milowice Pętla
- 22 – Tworzeń Huta Katowice – Będzin – Czeladź Pętla
- 24 – Dąbrowa Górnicza Urząd Pracy – Będzin – Sosnowiec – Konstantynów Okrzei (likwidacja 1 III 2009)
- 28 – Gołonóg Podstacja Pętla – Dąbrowa Górnicza Urząd Pracy (od 1 III 2009 skrócenie trasy)
- 32 – Czeladź Pętla – Będzin – Gołonóg Podstacja Pętla – (zlikwidowana).